# فرانك نولز
فرانك نولز (بالإنجليزية: Frank Knowles)‏ (1 مايو 1891 في المملكة المتحدة - 20 يناير 1951) هو لاعب كرة قدم بريطاني (وحمل سابقاً جنسية المملكة المتحدة لبريطانيا العظمى وأيرلندا) في مركز الدفاع. لعب مع أولدهام أثلتيك وستوكبورت كونتي ومانشستر سيتي ومانشستر يونايتد.